# Ordine di Gloria ed Onore
Ordine della Gloria e dell'Onore — è il secondo e più antico ordine della Chiesa ortodossa russa.

## Storia
L'Оrdine fu istituito su decreto del Patriarca Alessio II e del sacro Sinodo il 23 marzo 2004.

## Statuto
L'Ordine viene conferito ai capi di Stato e di governi, organizzazioni internazionali, capi di Chiese e denominazioni, casi eccezionali e personaggi pubblici per il loro significativo contributo alla cooperazione interconfessionale e interreligiosa, per la promozione della pace e dell'amicizia fra i popoli.

## Descrizione dell'Ordine

### Distintivo dell'Ordine
Un disegno fatto a forma di cerchio con un medaglione fatto con la tecnica «smalto di Rostov» al centro. Sul medaglione è riportato un ramo d'ulivo su uno sfondo azzurro cielo, а вокруг него расположены 32 strass del diametro di 3 mm nella cornice dei due grani rami di alloro, coperti da smalto verde. Alla sommità del simbolo dell'Ordine due estremità che si intersecano con un diametro di 5 mm.

## Modifiche allo statuto
Il Santo Sinodo, nella riunione tenutasi il 25 dicembre 2009, ha deciso di stabile un II e III grado dell'Ordine, istituendo una medaglia d'Onore e Gloria in due gradi. Per questo proposito sono state apportate le modifiche allo statuto dell'Ordine di Gloria ed Onore e alle rispettive descrizioni. Questi cambiamenti sono riportati nel «Regolamento per l'aggiudicazione della Chiesa Ortodossa Russa» proposti per l'approvazione da parte del Consiglio dei vescovi Архиерейского Собора.